# Ottlaka község
Ottlaka község (románul: Comuna Grăniceri) község Arad megyében, Romániában. Központja Ottlaka, hozzá tartozik Sikló.

## Népessége
A 2011-es népszámlálás adatai alapján a község népessége 2254 fő volt.